# Gare de Berlin Jungfernheide
La gare de Berlin Jungfernheide [ˈjʊŋfɐnhaɪ̯də] est une gare ferroviaire à Berlin, située dans le quartier de Charlottenbourg-Nord dans l'arrondissement de Charlottenbourg-Wilmersdorf. 
Au cours des dernières années, la gare devint un nœud ferroviaire essentiel sur les lignes au nord-ouest du centre-ville. Située sur la Ringbahn et la ligne de Berlin à Hambourg, elle est desservie par des différentes services Regional-Express et Regionalbahn, ainsi que par la S-Bahn de Berlin.

## Étymologie

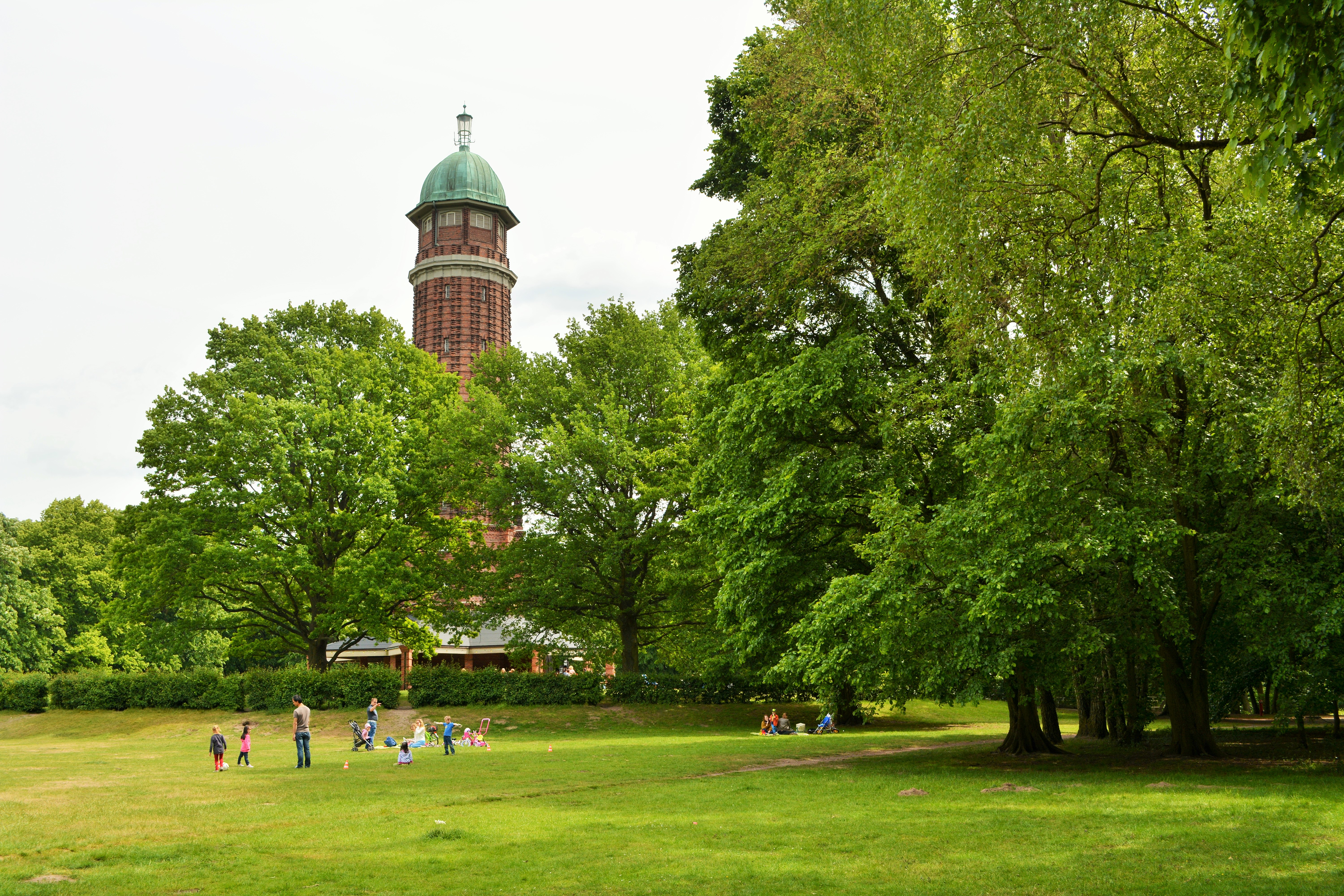
Au sein du parc public Jungfernheide.

La gare a reçu le nom d'un domaine forestier situé à proximité, appartenant à l'origine au couvent de bénédictines à Spandau et sécularisé à la suite de la réforme protestante du XVIe siècle. Les religieuses qui s'y trouvaient étaient surnommées les « vierges », Jungfern en allemand. Jungfernheide signifie donc « la lande des vierges » qui s'étendait ici à l'époque. 
Dans les temps modernes, les forêts étaient une réserve de chasse des électeurs de Brandebourg et des rois de Prusse. Sous le gouvernement du roi Frédéric-Guillaume III, on y a aménagé un champ de tir. Aujourd'hui, il existe non loin de la gare un grand parc paysager (Volkspark Jungfernheide).

## Histoire
La ceinture périphérique ferroviaire (Ringbahn) de Berlin, construite sur décision du roi (et futur empereur) Guillaume Ier, a été inaugurée en plusieurs étapes de 1871 à 1877. Ce n'est que quelques années plus tard que la gare de Jungfernheide, avec un quai central, sera érigée et ouverte le 1er mai 1894. En 1908, un second quai B vint s'y ajouter, où font escale les trains de banlieue de la gare de Lehrte vers Wustermark et Nauen.
Dans les années 1920, le réseau S-Bahn de Berlin est né et la ligne a été convertie lors de l'exploitation de l'électricité en 1929.

## Service des voyageurs

### Desserte

#### Lignes régionales
| Liaison | Stations |
| ------- | --- |
| RE4     | Jüterbog – Ludwigsfelde – Berlin-Lichterfelde-Est – Berlin Potsdamer Platz – Berlin Jungfernheide – Berlin-Spandau – Dallgow-Döberitz – Wustermark – Rathenow |
| RE6     | Berlin Gesundbrunnen – Berlin Jungfernheide – Berlin-Spandau – Hennigsdorf – Neuruppin – Wittstock/Dosse – Pritzwalk – Wittenberge                            |
| RB10    | Berlin Hauptbahnhof – Berlin Jungfernheide – Berlin-Spandau – Falkensee – Nauen                                                                               |
| RB13    | Berlin Jungfernheide – Berlin-Spandau – Dallgow-Döberitz – Wustermark                                                                                         |

### Intermodalité

#### Métro
La gare est desservie par la ligne 7, mise en service le 1er octobre 1980 à la station de Jungfernheide. 

#### Gare routière
La gare est aussi desservie par les lignes des autobus  M21, M27 et  109.

## Galerie

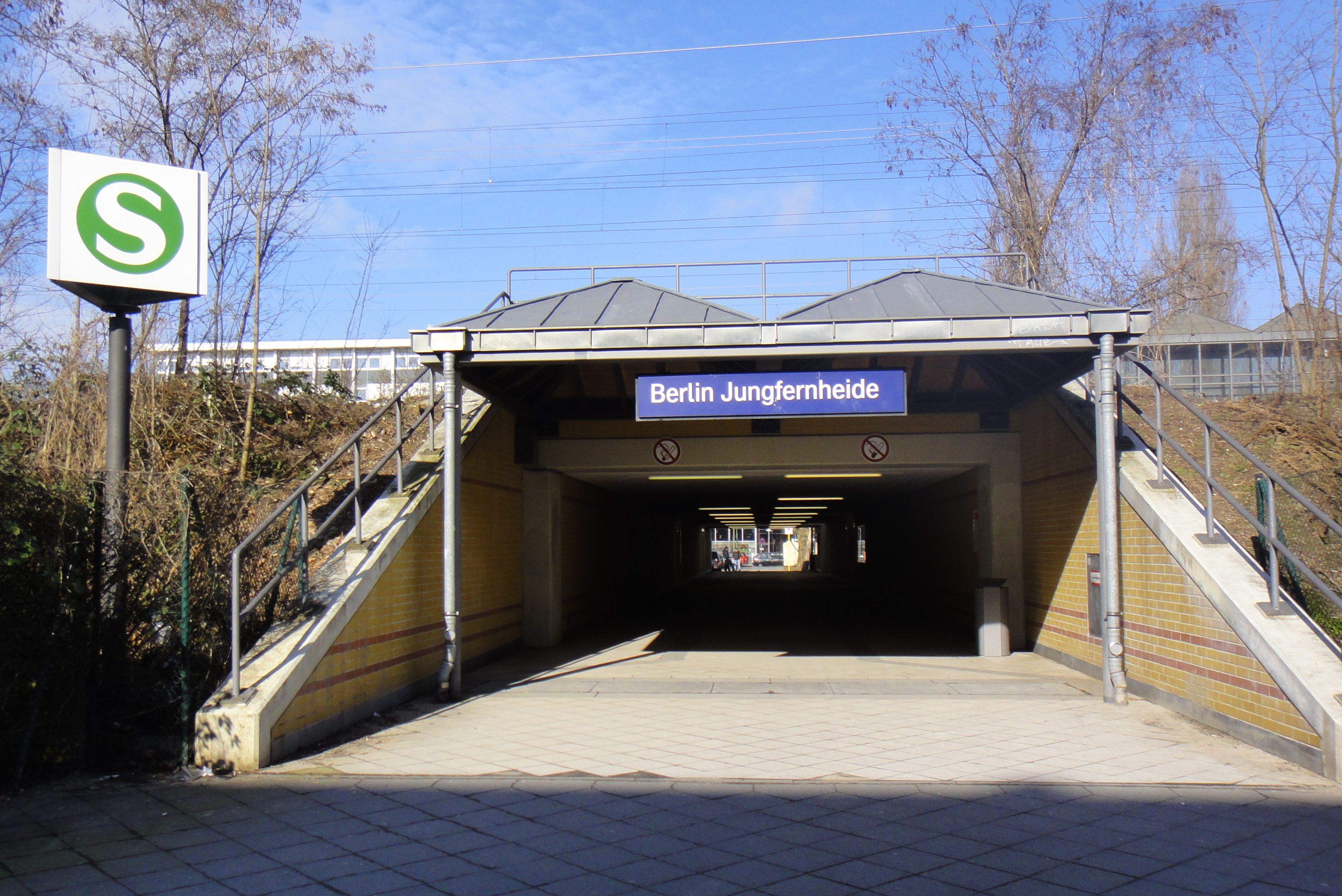
Entrée (S-Bahn)
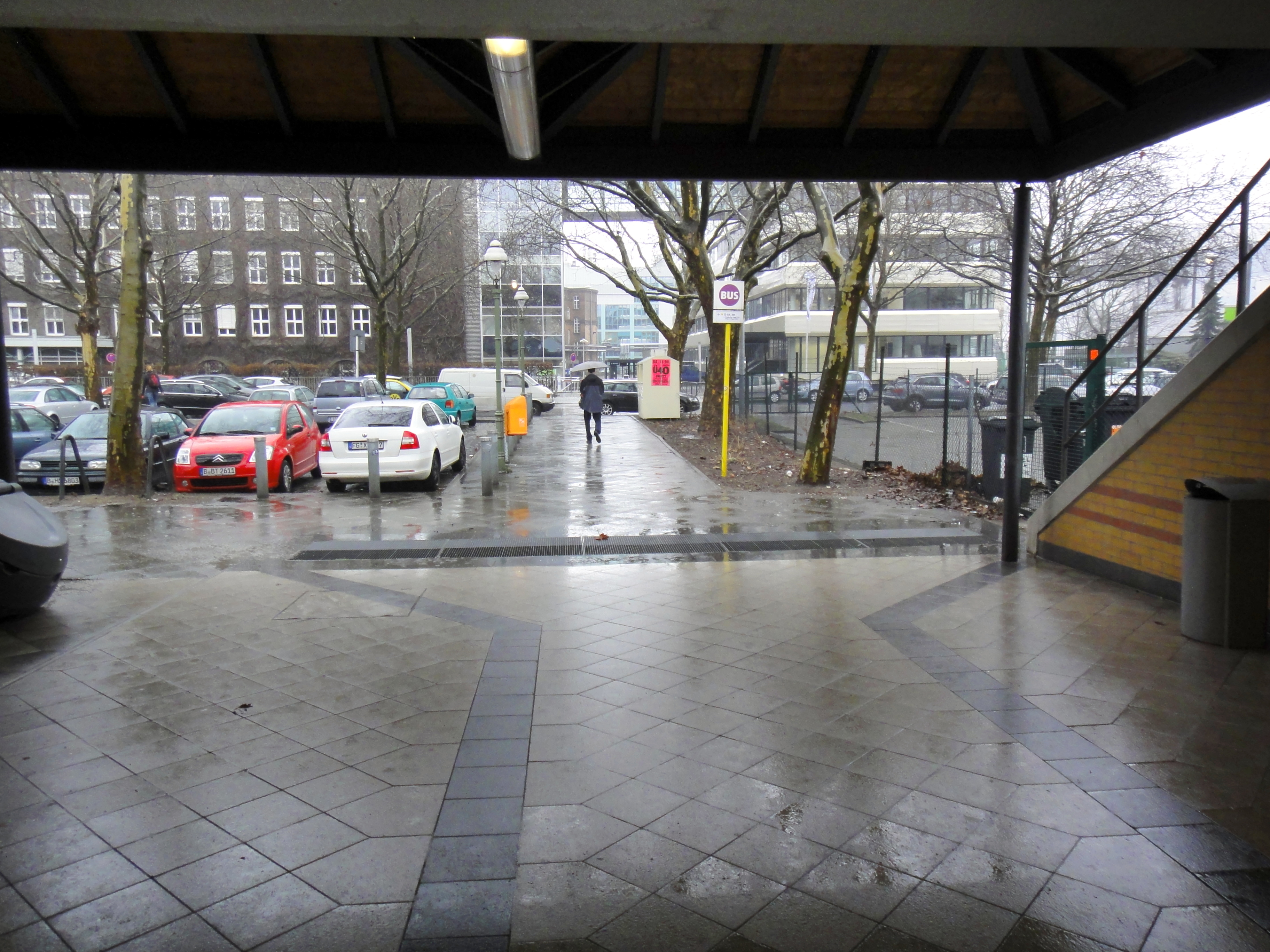
Arrêt de bus Jungfernheide devant la gare
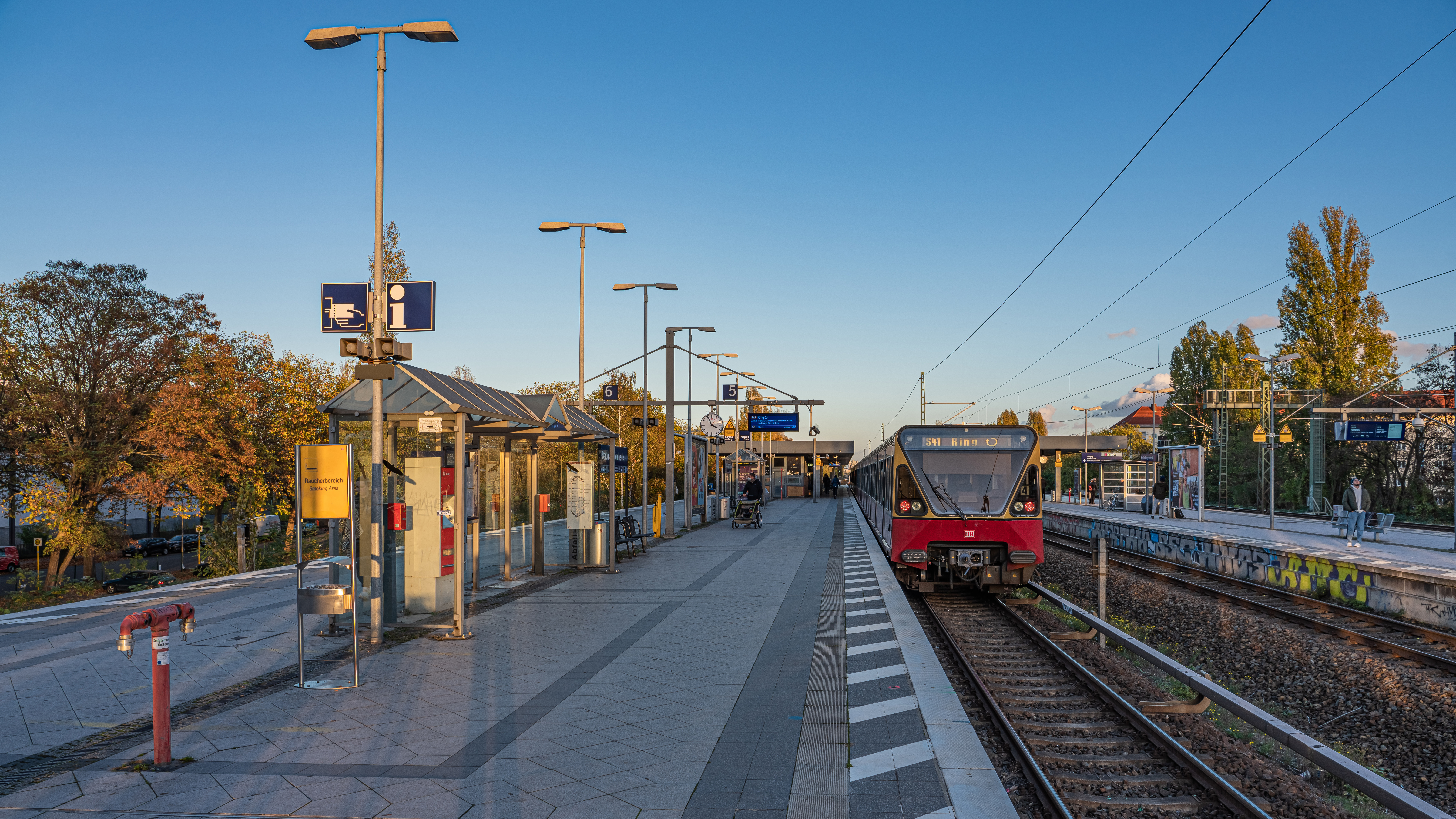
Quai du S42
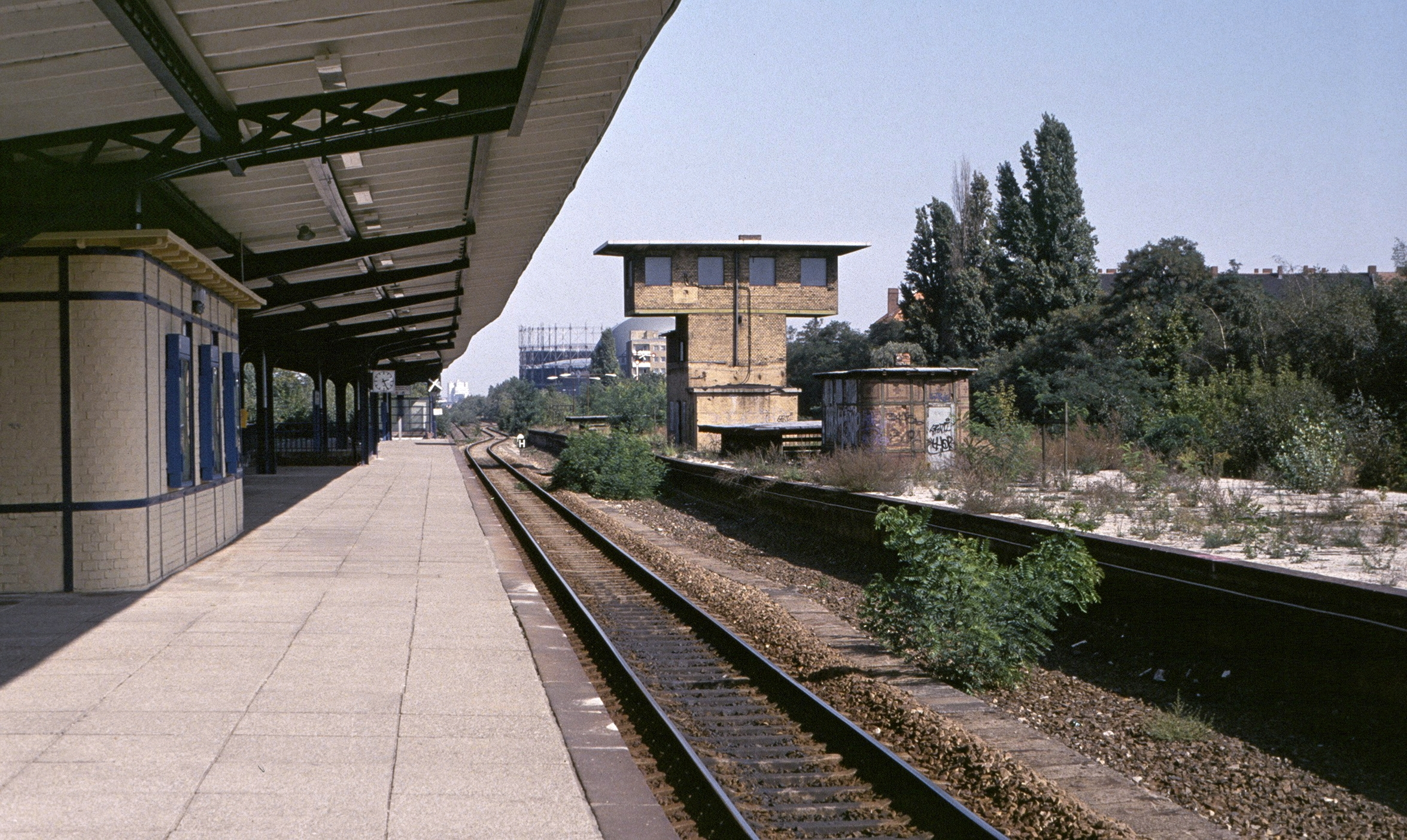
Quais A et B en septembre 1992
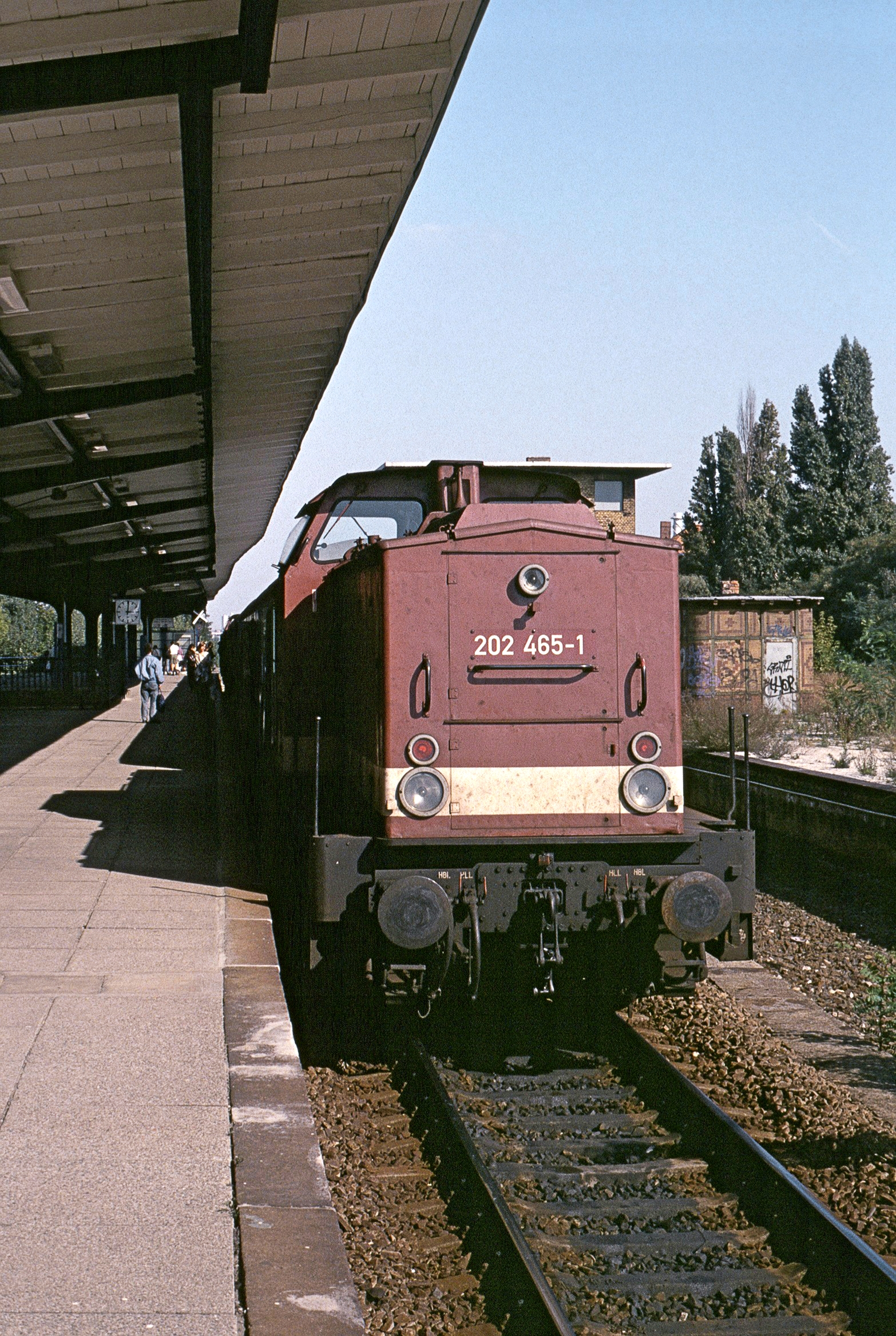
Un train régional en gare de Jungfernheide en 1992